# ユーケーケー
株式会社ユーケーケー（UKK）は大阪府箕面市の幼児教室、玩具販売会社。
自社運営の幼児教室スマイルキッズと玩具店スマイルキッズの名称からスマイルキッズと呼称されることもあるが、一般的にはユーケーケーの略称であるUKKが使われ、ロゴマークや関連会社の名前などにもUKKが用いられている。

## 概要
母体は幼児教室で、幼児教室の講師が「どれも必ず〝理由”がある」をコンセプトに選んだおもちゃを企画、販売し始めたのが始まり。
幼児教室部門、玩具販売部門を主軸に運営していて公式サイトには玩具販売のオンラインショップや、各部門のSNSに力を入れている。
事業は幼児教室、学習塾、玩具販売のほか、企業や自治体への研修・講師派遣、ハワイアン雑貨の卸、撮影業務、カメラマン養成講座も行っている。1990年（平成2年）11月に設立。

## 幼児教室・進学塾
大阪の自社教室の他、全国の百貨店でスマイルキッズの名称で幼児教室を展開している。
- 箕面教室（大阪・箕面市）
- 千里教室（大阪・吹田市）
- 髙島屋 新宿教室（東京）
- 高島屋 横浜教室（神奈川）
- 高島屋 柏教室（千葉）
- 阪急百貨店 梅田本店教室（大阪）

## 玩具販売店舗
全国の百貨店でスマイルキッズの名称で玩具売り場を展開している。常設店舗のほか、期間限定店舗もある。
- 阪急百貨店千里阪急店（大阪・豊中市）※旗艦店
- 髙島屋 新宿店（東京）
- 高島屋 玉川店（東京）
- 高島屋 横浜店（神奈川）
- 三越伊勢丹 新潟三越伊勢丹店（新潟）

## 取り扱いメーカー
複数の知育玩具の輸入代理店であり、扱う主なメーカーは以下のとおり。
- SMILE KIDS スマイルキッズ（自社オリジナルブランド） - 布製知育玩具
- PLAYME TOYS プレイミー - 主に木製の知育玩具
- doudou et compagnie   ドゥードウー - ぬいぐるみ
- playableART  プレイアブルアート - 木製アート系インテリア雑貨
- LINDA TOY リンダトイ - 知育雑貨
- INA KIDS イナキッズ  - 知育雑貨
- LaQ  ラキュー - 知育ブロック
- 平和工業 - 木製乗用玩具、積み木など

など

## ドッグフォト養成講座
2015年から犬を主としたペット向けの撮影講座に力を入れており、初心者向けの撮影講座や、プロフェッショナルドッグフォト養成講座を運営している。